# (473028) 2015 HE64
(473028) 2015 HE64 es un asteroide perteneciente al cinturón de asteroides, descubierto el 18 de abril de 2007 por el equipo del Spacewatch desde el Observatorio Nacional de Kitt Peak, Arizona, Estados Unidos.

## Designación y nombre
Designado provisionalmente como 2015 HE64.

## Características orbitales
2015 HE64 está situado a una distancia media del Sol de 2,560 ua, pudiendo alejarse hasta 2,840 ua y acercarse hasta 2,280 ua. Su excentricidad es 0,109 y la inclinación orbital 4,990 grados. Emplea 1496 días en completar una órbita alrededor del Sol.

## Características físicas
La magnitud absoluta de 2015 HE64 es 17.